# Хохрин, Николай Анатольевич
Николай Анатольевич Хохрин — советский хозяйственный, государственный и политический деятель, Герой Социалистического Труда.

## Биография
Родился в 1927 году в селе Багантуй. Член КПСС.
С 1941 года — на хозяйственной, общественной и политической работе. В 1941-19 гг. — колхозник местной сельхозартели «Красный партизан», в Красной Армии, комбайнёр совхоза «Заларинский» Заларинского района Иркутской области.
Указом Президиума Верховного Совета СССР от 23 июня 1966 года присвоено звание Героя Социалистического Труда с вручением ордена Ленина и золотой медали «Серп и Молот».
Избирался депутатом Верховного Совета РСФСР 8-го и 9-го созывов.
Умер в 1999 году.